# Grammonota subarctica
Grammonota subarctica là một loài nhện trong họ Linyphiidae.
Loài này thuộc chi Grammonota. Grammonota subarctica được Charles Denton Dondale miêu tả năm 1959.